# タイホウグループ
タイホウグループ（TAIHO GROUP）は、愛知県名古屋市に本社を置く総合サービス企業である。
キャッチフレーズは、遊・食・美・LIFE。

## グループ企業
- タイホウイノベーティング・ビル
- タイホウコーポレーション株式会社
遊技場運営、モスバーガー[注釈 1]運営、ピザハット[注釈 1]運営、ワゴンサービスの運営、ダスキン[注釈 1]運営、ナナズグリーンティー運営
- タイホウライフサービス株式会社
ガン保険、生命保険、損害保険
- タイホウフーズ株式会社
ミスタードーナツ[注釈 1]、ザ・どん[注釈 1]店舗の運営
- 株式会社小埜
研修など

過去
- タイホウバレイ株式会社(タイホウバレファイブ株式会社)
- タイホウインターナショナル株式会社
- タイホウデリカ株式会社
- タイホウレントサービス株式会社：レンタル、掃除、ユニフォーム
- タイホウホールディングス株式会社：店舗開発、立地開発
- タイホウグループ事業協同組合：社員採用、研修、広報
- 株式会社小野基金：社員採用、研修、広報
- 太平洋信販株式会社：キャッシュサービス

## 広告活動
- 運営されているパチンコチェーン店でキャンペーンやイベントがある場合のみ、中日スポーツに広告が掲載されるほか、東海ラジオでもCMが放送される。
- グループの太平洋信販でも、TV・ラジオ・新聞で広告活動が行われていた。
- TV-SPOTのグループCMではKANの「Sunshine of my heart」がCMソングとして使われていた。

## 店舗

### パチンコ

#### 名古屋市内

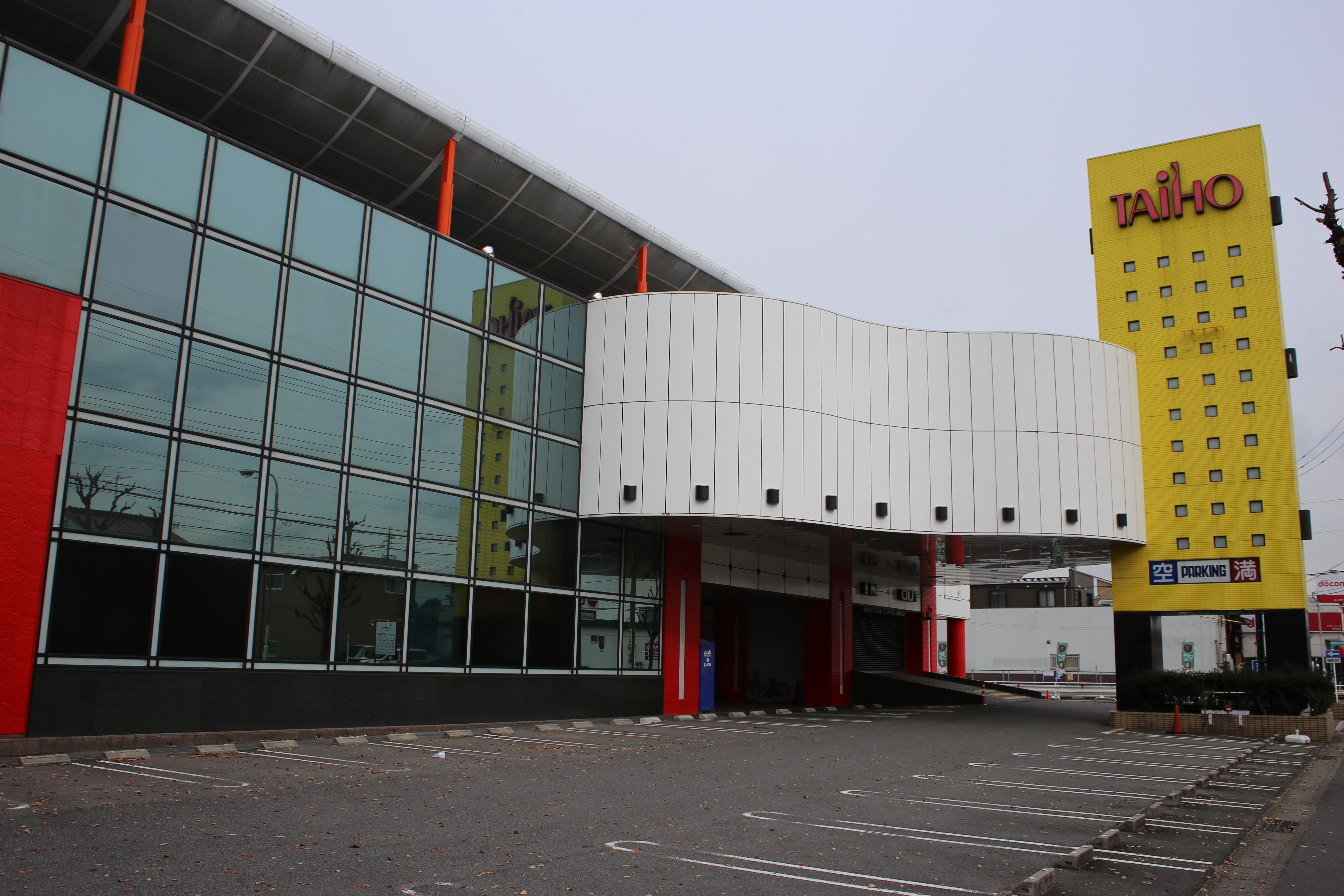
守山店

- 相原店（緑区相原郷二丁目）[1]
- 亀島店（中村区亀島一丁目）[2]
- 千種駅南店（千種区新栄三丁目）[3]
- 鳴海店（緑区浦里五丁目）[4]
- 熱田六番南店（熱田区六番三丁目）[5]
- 楠店（北区新沼町）[6]
- 豊国店（中村区豊国通）[7]
- 名駅南店（中川区松重町四丁目）[8]
- 篭山店（緑区篭山二丁目）[9]
- 黒川東店（北区清水五丁目）[10]
- 中川中野橋東店（中川区清川町）[11]
- 守山店（守山区森宮町）[12]

- 守山店

#### 愛知県内
- 刈谷小垣江店（刈谷市小垣江町北藤）[13]
- 豊川店（豊川市馬場町御堂前）[14]
- 三好店（みよし市三好町中島）[15]
- 井ヶ谷店（刈谷市井ヶ谷町中前田）[16]

## 沿革
- 1967年（昭和42年） - 大宝観光株式会社として設立される[17]。当時の資本金は700万円という[17]。
- 2019年（令和元年）12月5日 - 中村区連合防犯協議会に幅1メートル、高さ36センチメートルの電光掲示板を寄贈[18]。